# Шкуропатов
Шкуропатов — хутор в Алексеевском районе Белгородской области, входит в состав Матрёногезовского сельского поселения.

## Описание
Расположен в 19 км к юго-востоку от райцентра Алексеевка.
| 1859 | 2002 | 2010 |
| ---- | ---- | ---- |
| 451  | ↘115 | ↘88  |

Улицы и переулки
| - ул. Магистральная - ул. Славянская |

## История
Упоминается в Памятной книжке Воронежской губернии за 1887 год как «хуторъ Шкуропатовъ» Луценковской волости Бирюченского уезда. Число жителей обоего пола — 401, число дворов — 53.